# Vía sensitiva
Las vías sensitivas, en neurología, son haces de neuronas periféricas que, pasando por la médula hasta llegar al tálamo que es el centro de procesamiento de la sensibilidad consciente, y la amígdala del hipocampo, que analiza la olfación.
Hay tres tipos de vías sensitivas: las viscerales, como muchos músculos del brazo , pierna ,trasero , etc.. ,como el gusto y el olfato, las especiales como la vista, el oído y el equilibrio, y la somática general, es decir, la sensación táctil, que más bien es una mezcla de diferentes sensitividades: tacto fino, presión firme, propiocepción, calor y frío.

## Primera neurona sensitiva
Las primeras neuronas sensitivas son células pseudounipolares amielínicas cuyo cuerpo se halla en los ganglios raquídeos. Sus terminaciones periféricas le traen estímulos nacidos de las terminaciones nerviosas de la piel, tendones, músculos y articulaciones; Sus dendritas centrales forman las raíces posteriores de los nervios raquídeos, que alcanzan la médula espinal en el surco colateral posterior, por fuera de la zona de Lissauer
En el interior de la médula espinal las terminaciones se dividen en muchas ramas colaterales, de modo que el impulso original hace sinapsis en muchas neuronas secundarias. Estas ramas ascienden o descienden y van a los cordones blancos, sea grácilis o cuneatus, en orden de caudal a cefálico; es decir, primero se establecen en ellos las neuronas más bajas del cuerpo, y conforme sube la médula, se van sobreponiendo láminas lateralmente a ellos.
En la primera neurona sensitiva hay dendritas adaptadas para recibir el calor que llega directo a la piel y es transportada por medio de impulsos nerviosos hasta el hipotálamo y captado por el cerebro

## Segunda neurona sensitiva
Entran en contacto con las segundas neuronas de la vía, que se encuentran en la sustancia gelatinosa de Rolando.
Después se cruzan contralateralmente hacia la parte anterior en la médula y alcanzan el cordón lateral formando los haces espinotalámicos anterior y posterior.

## Tercer neurona sensitiva
Ascienden hasta contactarse con las terceras neuronas, que son talámicas.